# یواس‌اس چونگ-هون (دی‌دی‌جی-۹۳)
یواس‌اس چونگ-هون (دی‌دی‌جی-۹۳) (به انگلیسی: USS Chung-Hoon (DDG-93)) یک کشتی است که طول آن ۵۰۹ فوت ۶ اینچ (۱۵۵٫۳۰ متر) می‌باشد. این کشتی در سال ۲۰۰۲ ساخته شد.